# Pleun Strik
Pleun Strik (Rotterdam, 27 maggio 1944 – 15 luglio 2022) è stato un calciatore olandese, di ruolo difensore.